# Oberzent
Oberzent este un oraș din landul Hessa, Germania. Se află la o altitudine de 415 m deasupra nivelului mării. Are o suprafață de 165,61 km². Populația este de 10.129 locuitori, determinată în 31 decembrie 2023, prin actualizare statistică[*]. Orașul a fost înființat pe 1 ianuarie 2018 prin fuziunea orașului Beerfelden cu comunele Hesseneck, Rothenberg și Sensbachtal.